# Agrostis cylindrica
Agrostis cylindrica é uma espécie de gramínea do gênero Agrostis, pertencente à família Poaceae.